# Monochrome Display Adapter

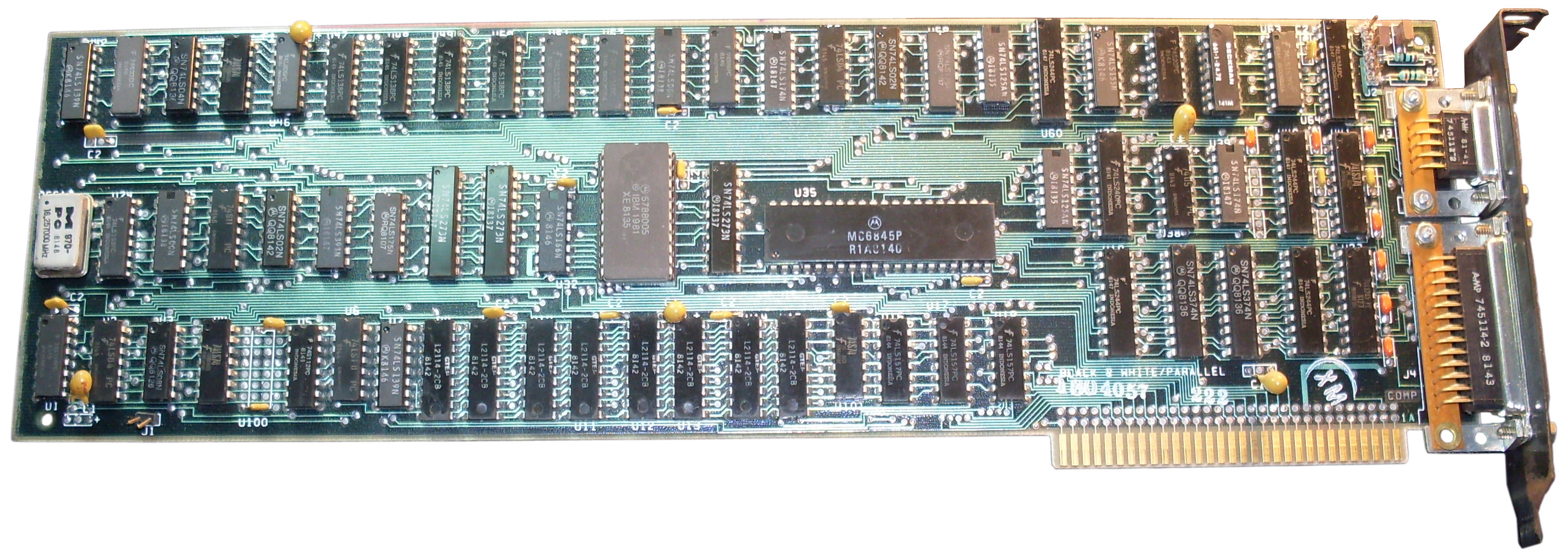
IBM Monochrome Display Adapter (MDA)

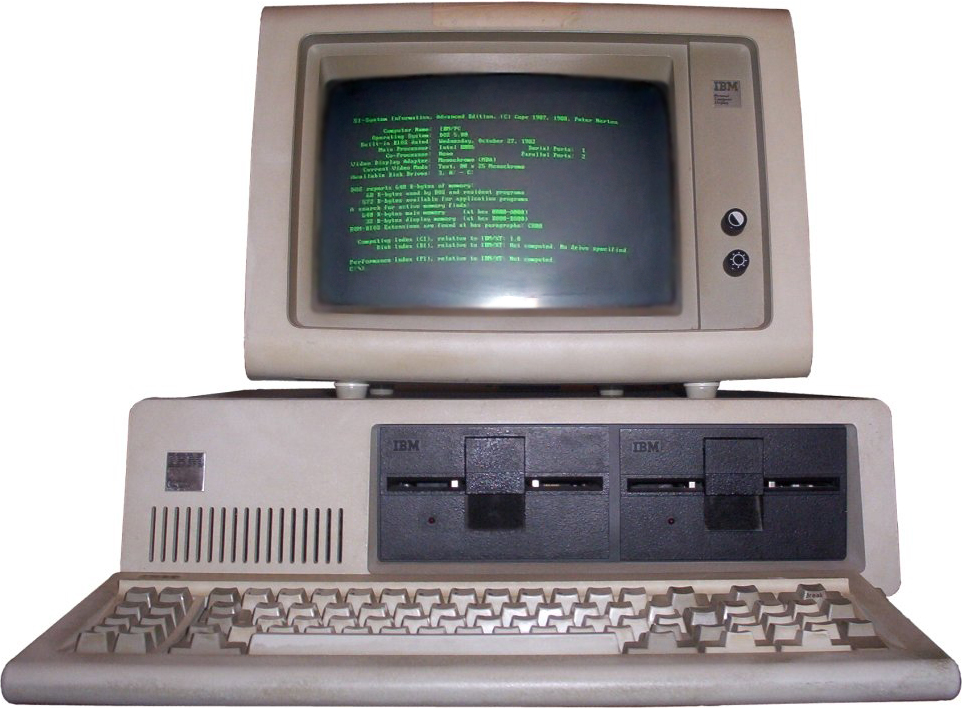
Pantalla verde controlada por un Monochrome Display Adapter.

El Monochrome Display Adapter (MDA), también tarjeta MDA o Monochrome Display and Printer Adapter (MDPA), fue introducido en 1981. Junto con la tarjeta CGA, fueron los primeros estándares de tarjetas de exhibición de vídeo para la computadora IBM PC y los clones. El MDA no tenía modos gráficos, ofrecía solamente un solo modo de texto monocromático (el modo de vídeo 7), que podía exhibir 80 columnas por 25 líneas de caracteres de texto de alta resolución en un monitor TTL que mostraba la imagen en verde y negro. La tarjeta MDA, al igual que la CGA, usaba el controlador Motorola 6845 para generar la imagen.

## Características
La tarjeta IBM MDA estándar estaba equipada con 4 KB de memoria de video. La alta resolución de los caracteres del MDA era una característica para facilitar el uso en los negocios y en el procesamiento de palabras. La pantalla estaba conformada por 80x25 caracteres. Cada carácter era dibujado en una matriz de 9x14 píxels, de los cuales 7×11 píxeles del centro conformaban el carácter en sí mismo (los otros píxeles eran usados como espacio alrededor de los caracteres).
La resolución total de la pantalla del MDA era de 720×350 píxeles, es decir, 80 caracteres a lo ancho con 9 píxeles de ancho cada uno, y 25 caracteres a lo alto con 14 píxeles de alto cada uno. Sin embargo, el MDA no podía tratar los pixeles individualmente; solo podía trabajar en el modo texto, mostrando en cada posición de la pantalla uno de un conjunto de 256 caracteres. Los primeros 128 caracteres eran los caracteres estándar ASCII y los siguientes 128 eran conocidos como ASCII extendido, conformados por una ampliación del conjunto de caracteres ASCII normales, agregando letras acentuadas, caracteres romanos y matemáticos, y algunos caracteres semigráficos. Su conjunto de caracteres era conocido como el página de códigos 437. Los patrones de píxeles de los caracteres estaban almacenados en 8 KB de ROM que residían en la propia tarjeta y no podían ser cambiados por software. La única manera de producir una exhibición "gráfica" era a través de arte ANSI.

## Atributos de los caracteres
Los caracteres producidos por el MDA podían tener los siguientes atributos: invisible, subrayado, normal, brillante (negritas), vídeo inverso, y parpadeo. Algunos de esos atributos podían combinarse, así, por ejemplo, se podía producir texto brillante y subrayado.
|                     | \| Atributo \| Representación \| \| ------------------- \| ------------------- \| \| Invisible \| Invisible \| \| Normal \| Normal \| \| Subrayado \| Subrayado \| \| Brillante \| Brillante \| \| Brillante subrayado \| Brillante subrayado \| \| Video inverso \| Video inverso \| \| Invisible inverso \| Invisible inverso \| |
| Atributo            | Representación |
| Invisible           | Invisible |
| Normal              | Normal |
| Subrayado           | Subrayado |
| Brillante           | Brillante |
| Brillante subrayado | Brillante subrayado |
| Video inverso       | Video inverso |
| Invisible inverso   | Invisible inverso |

## Puerto paralelo
El MDA original de IBM incluyó un puerto paralelo para la impresora, de allí su nombre original, "Monochrome Display and Printer Adapter" (Adaptador de Pantalla Monocromático y de Impresora). Al tener un puerto paralelo incorporado, evitaba la necesidad de una tarjeta adicional con una interface paralela.

## Especificaciones

### Conector
Números de los pines (Mirando al conector):
En el conector, los pines se numeran de derecha a izquierda, comenzando con el 1 arriba a la derecha y siguiendo hacia la izquierda hasta el 5, y luego abajo, del 6 al 9, también de derecha a izquierda.
| Pin | Función                   |
| --- | ------------------------- |
| 1   | Tierra                    |
| 2   | Tierra                    |
| 3   | No usado                  |
| 4   | No usado                  |
| 5   | No usado                  |
| 6   | Intensidad                |
| 7   | Video                     |
| 8   | Sincronización horizontal |
| 9   | Sincronización vertical   |

En la tarjeta MDA original, Los pines 3, 4 y 5 emitían señales TTL para los colores rojo, verde y azul respectivamente. En algunas tarjetas MDA, al conectarse a un monitor en color TTL podía desplegar colores en el texto de una manera similar a la tarjeta CGA.

### Señal
| Tipo                  | Digital, TTL                      |
| Resolución            | 720h × 350v                       |
| Frecuencia Horizontal | 18.432kHz                         |
| Frecuencia Vertical   | 50Hz                              |
| Colores               | 2 (Blanco y negro) más intensidad |

## Adaptadores competidores
Había disponibles comúnmente dos adaptadores de pantalla que competían con el MDA:
- Para los usuarios de PC que requerían gráficos de bitmap y/o color, la IBM ofreció su Color Graphics Adapter (CGA), lanzada al mismo tiempo que el MDA. El CGA fue originalmente más costoso y previsto como una solución de nivel más alto, sin embargo, la resolución más baja de sus caracteres en el modo de texto, comparado con el MDA, hizo a las tarjetas CGA menos atractivas para el uso en negocios.
- Introducido en 1982, la tarjeta de gráficos Hercules Graphics Card (HGC), de Hercules Computer Technology, Inc, ofreció un modo de texto de alta resolución compatible con el del MDA y también un modo gráfico monocromático donde se podían direccionar 720 x 348 píxels individualmente. Esta resolución era mejor que la más alta resolución monocromática de 640 x 200 píxeles que las tarjetas CGA podían ofrecer. Así que, incluso sin una capacidad de color, la oferta del adaptador de Hércules, con compatibilidad con el modo de texto de la tarjeta MDA y agregando el modo gráfico monocromático de 720 x 348 píxeles, la hizo una opción más deseable para muchos.